# Wawonii (Sprache)
Wawonii ist eine auf der Insel Wawonii in Südostsulawesi gesprochene Sprache. Sie gehört zu den malayo-polynesischen Sprachen innerhalb der austronesischen Sprachen.